# Hodyniwka
Hodyniwka (ukr. Годинівка) – wieś na Ukrainie, w obwodzie czerniowieckim, w rejonie czerniowieckim, w hromadzie Ostrycia. W 2001 liczyła 1261 mieszkańców, głównie Rumunów.